# PL 4 (航空機)
ルバッスール PL.4
ベアルン着艦時
- 用途：艦上偵察機
- 製造者：ルバッスール
- 運用者： フランス海軍
- 初飛行：1926年
- 生産数：40

ルバッスール PL.4（Levasseur PL.4）は、1920年代にフランスで生産された艦上偵察機。左右1組の支柱を持つ平凡な形態の複葉機で、開放式コックピットに3名の乗員を縦列に配置していた。
航空母艦ベアルンで運用するためにフランス海軍が購入し、海上に不時着水する場合を想定していくつかの安全機構が追加された。下翼下部に直接取り付けられた小型フロートの他に、固定式の脚や尾橇は飛行中に投棄することができ、また胴体下面はボートのような形態とされ、防水構造を持っていた。

## 運用者
- フランス - フランス海軍

## 性能諸元
諸元
- 乗員: 3
- 全長: 9.67 m
- 全高: 3.85 m
- 翼幅: 14.60 m
- 翼面積: 61.0 m2
- 空虚重量: 1,690 kg
- 運用時重量: 2,640 kg
- 動力: ロレーヌ・ディートリッヒ 12Eb 液冷W型12気筒、 （450 hp）   × 1

性能
- 最大速度: 178 km/h
- 航続距離: 900 km
- 実用上昇限度: 5,000 m

## 参考資料
- Taylor, Michael J. H. (1989). Jane's Encyclopedia of Aviation. London: Studio Editions. pp. 574
- “The Paris Aero Show 1926”. Flight:  781. (2 December 1926) 2008年9月21日閲覧。.
- aviafrance.com